# La finta ammalata
La finta ammalata (La enferma fingida en español) es una farsa per musica en un acto con música de Domenico Cimarosa y libreto en italiano. Se estrenó en el Teatro de San Carlos de Lisboa, Portugal en el año 1796, junto con Il convitato di pietra de Vincenzo Fabrizi. 